# Avio
Avio S.p.A.是意大利航天公司。

## 历史
1908年成立，總部設於意大利羅馬的科莱费罗。它是織女星運載火箭的主製造商。